# Ciorlano
Ciorlano é uma comuna italiana da região da Campania, província de Caserta, com cerca de 524 habitantes. Estende-se por uma área de 27 km², tendo uma densidade populacional de 19 hab/km². Faz fronteira com Capriati a Volturno, Fontegreca, Prata Sannita, Pratella, Sesto Campano (IS), Venafro (IS).

## Demografia
| Variação demográfica do município entre 1861 e 2011                               |
|                                                                                   |
| Fonte: Istituto Nazionale di Statistica (ISTAT) - Elaboração gráfica da Wikipedia |